# Средняя (река, впадает в Баренцево море)
Средняя — река в России, протекает по Мурманской области. На реке расположено несколько озёр: Кукесъявр (Кукишъявр), Щукозеро, Домашнее (Среднее). Длина реки составляет 55 км. На реке располагаются населённые пункты Североморск-3 и Щукозеро.

## Гидрологический режим
Для реки Средней характерно чередование плёсовых и порожистых участков. На реке находится несколько водопадов. Глубина плёсов от 0,5 до 5 м, ширина плёсов достигает 50 м. Скорость на порожистых участках достигает 1 м/с. Коэффициент извилистости русла равен 1,24.
Берега холмистые, местами скалистые. Грунты на плёсах песчаные, на порогах крупные и средние валуны, местами галечник. Ил практически отсутствует.
Преобладает снеговое питание реки. Период ледостава: конец октября/начало ноября — середина мая.

## Ихтиофауна
Ихтиофауна бассейна реки Средней представлена следующими видами рыб: голец, сиг, кумжа, окунь, налим, щука, горбуша. В июне 2016 года Кольская горно-металлургическая компания приобрела и совместно со специалистами ФБГУ «Мурманрыбвод», Росрыболовства и Полярного научно-исследовательского института морского рыбного хозяйства и океанографии (ПИНРО) выпустила в речку Среднюю около 56 тысяч мальков атлантического лосося. Ожидается, что через несколько лет атлантический лосось вернётся на нерест в реку, откуда он скатился в море, а значит, ещё одна река Кольского полуострова может стать семужьей.

## Данные водного реестра
По данным государственного водного реестра России относится к Баренцево-Беломорскому бассейновому округу, водохозяйственный участок реки — реки бассейна Баренцева моря от восточной границы реки Печенга до западной границы бассейна реки Воронья, без рек Тулома и Кола. Речной бассейн реки — бассейны рек Кольского полуострова, впадает в Баренцево море.
Код объекта в государственном водном реестре — 02010000612101000003029.